# VenusBlood -GAIA-
『VenusBlood -GAIA-』(ヴィーナスブラッドガイア)は2013年11月29日にdualtailより発売された拠点防衛&魔族産卵触手SLGである。
リメイク版『VenusBlood GAIA International』が2023年7月28日発売予定。

## 概要
dualtailブランドの第十一作目で、『VenusBlood』シリーズの第七作目。
基本システムはこれまでと同じだが、女神の悪堕ちがない、迷宮を守護する、ユニットをヒロインが産卵するなど、前作『VenusBlood -FRONTIER-』よりも前々作『VenusBlood -ABYSS-』の発展系といったほうが正しい。

## システム上の追加点
- 師団作成の際にリーダーを決めるようになり、リーダーになったユニットはリーダースキルというスキルが追加される。
- リンク関係のあるユニットがリーダーの師団にいる場合、パラメータが上昇する。
- 一回の戦闘に最大三師団まで参戦可能なレギオンバトルができるようになった。

## ストーリー
古くから五体の神獣に守護されていたパラストラ島では数百年前から、大地の荒廃や出生率の低下、異獣(フェイタス)と呼ばれる異形の魔物の出現など、世界の黄昏と呼ばれる現象が発生していた。魔導都市エネルゲイアの大公テオフラッド・ホーエンハイムは新エネルギーのエーテルによって世界を救済しようとするが、エーテルを悪とする聖竜帝国グランレイドと激しく敵対していた。戦いの最中、テオフラッドはかつての因縁の相手ミリア・エリファードと再会する。ミリアによって致命傷を負うが、なんとか一命を取り留めたテオフラッドはエネルゲイアそのものを空に浮かべるアトラス・システムを発動させる。そして、エネルゲイアの世界を巡る旅が始まった。

## 登場人物
テオフラッド・ホーエンハイム
身長 - 177cm
本作の主人公。かつて数秘院でエーテルの研究をしていたが、グランレイドが数秘院を滅ぼした際に命からがら逃亡。その後レインと出会い、エネルゲイアの大公となる。ミリアから負った致命傷を治すために心臓にエーテルドライブを埋め込んでおり、強大なエネルギーや触手を操る力を手に入れた。
使用する武器は自身が作ったエーテル兵装の銃器魔導式多角射撃兵装プロメテウス。
ミリア・エリファード
声 - 葵時緒
身長 - 161cm、B87/W60/H86
聖竜帝国グランレイドの神獣の巫女。力なき人々を守るという誓いを持つ高潔で優しい騎士。かつて数秘院に監視の名目で送り込まれ、テオフラッドと出会った。神獣の巫女としての資質は高く、激情すると竜の特徴の一部が現れる。
使用する武器はバハムートの牙から作られた輝剣フォルトゥナ。
ククル・カナン
声 - 御苑生メイ
身長 - 163cm、B79/W52/H80
森林国家ディアヘルムの神獣の巫女。森を愛しており、エネルゲイアの機械文明を危険視している。弟のことを溺愛しており、そのためなら命をかけるほど。
使用する武器はエルヴンスピア。
エルミン・カナン
声 - 手塚りょうこ
154cm
ククルの弟。男であるが、女性のような顔立ちをしており、神獣の巫女としての資質も持つ。ククルに対して実の姉以上の感情を持っている。エネルゲイアの機械文明には好意的。
使用する武器はエルヴンボウ。
明星翼蛇ケツアルカトル
ディアヘルムの守護神獣。豊穣と生命を司る白蛇。二百年前から姿を消しているが、ディアヘルムの民からは未だに白蛇様を呼ばれ崇められている。
清明院トモエ
声 - 三十三七
身長 - 151cm、B76/W54/H78
仙境タカマガハラの神獣の巫女。かつて平民と交わった巫女の末裔であり、数年前まで普通の農家の娘であったが、正統な巫女が急逝したことで巫女として祭り上げられることになった。巫女としての資質は歴代でも最高で、神獣であるタマモの意識を憑依させることができるほど。
使用する武器は術符。
麻鳥シグレ
声 - ももぞの薫
身長 - 166cm、B88/W58/H86
トモエに仕える鬼人族の女侍。トモエが朝廷内で心を許す数少ない人物で、本人達以外で唯一トモエとタマモの秘密を知る人物。
使用する武器は斬魔刀の星辰剣と小太刀の箒星。
傾界九尾タマモ
声 - 渋谷ひめ
タカマガハラの守護神獣。知恵と調和を司る金色の狐。普段はトモエの身体を使って顕現しており、神獣の力を限定的に使うことができる。会話する場合は耳が生え、瞳の色が変わる程度だが、戦闘時は金髪になり、尻尾が生える。トモエとは祖母と孫のような関係を築いている。
メアリー・ドレーク
声 - 柚木サチ
身長 - 158cm、B93/W65/H91
郡島国家フォートラフスの神獣の巫女。フォートラフス公認の私掠船、ゴールデンハインドの頭領であり、フォートラフスの海域を牛耳っている大海賊。
使用する武器は魔斧ニンギルス。
ルクレツィア
声 - 藤堂みさき
身長 - 155cm、B86/W58/H85
フェザー商会というキャラバンを運営しているハルピュイアの商人。魔導都市の噂を聞いて、エネルゲイアにやってくる。商人としての才覚はある者のお調子者で時よりミスをすることもある。ある目的のために金を貯めている。
使用する武器はライスの竪琴
金色巨鯨ケートス
フォートラフスの守護神獣。欲望と海運を司る巨大な鯨。どこかに財宝を隠しているといわれている。
キャルミラ・ド・アルハザード十三世
声 - 桃也みなみ
身長 - 149cm、B72/W51/H74
魔道公国アルハザードの神獣の巫女。吸血鬼の真祖であり、アルハザードを治める当主でもある。いかなる状況でも優雅に振舞うことを良しとしている。
使用する武器は魔道書ブラッドベリ。
ヴァニラ
声 - 青井美海
身長 - 160cm、B85/W56/H84
キャラミラ付きのメイド。かつてシグムンド族に滅ぼされた一族の一人が、キャルミラの指輪を媒介にして召喚されたアガシオン。影の中に物を出し入れする能力を持っており、常にキャルミラのそばに現れて世話をする。
使用する武器は死霊。
暗黒不死王ベルゼビュート
アルハザードの守護神獣。死と滅びを司る巨大な蝿。普通の生物とは価値観が違いすぎるため、アルハザード七世の時代に封印されている。
レイン・ジーデルン
声 - ヒマリ
身長 - 171cm、B92/W62/H88
テオフラッドの秘書をしている夢魔。大公としての業務の補佐、戦場での援護、さらに夜の相手などもしている。ティティのことを妹のように思っている。
使用する武器は暗黒鎌バッドムーン。
ララ
声 - 咲ゆたか
身長 - 146cm、B80/W53/H76
エーテルを糧にして動く機人(エンブリオ)。戦闘能力は高いのだが、燃費が非常に悪いため凍結されていたが、テオフラッドの危機に自ら起動する。
使用する武器は巨剣エンジンエッジ。
エステリア・バハムート
声 - 榊木春乃
身長 - 174cm、B93/W63/H89
グランレイドの守護神獣。破壊と創造を司る竜で天轟聖竜と呼ばれる。普段は人の姿をとり、自らグランレイドの統治を行っている。エーテルを異様なまでに忌み嫌い、ある種の選民思想の持ち主だが、それには理由がある。
使用する武器は竜聖剣アスカロンと神雷杖ゲオルギウス。
テリア
エネルゲイアとの戦いの後に聖竜がなった幼い少女の姿。聖竜としての力と記憶を失っており、聖竜としての自分に疑問を持っている。テオフラッドのことをおじさまと呼び慕っている。
アーシュ・ハロス
声 - 梅椿鬼
身長 - 168cm、B90/W61/H90
グランレイド帝国の聖竜騎士団の大将軍。ミリアの上官でもある。エステリアのことを妄信しており、そのためなら敵はもちろん、時には味方すらも平気で葬り去るため、ミリアと対立することがしばしばある。
使用する武器は断罪の斧槍。
ティティ
声 - 沢代りず
身長 - 128cm、B63/W50/H66
テオフラッドの娘のホムンクルスの少女。実は無限のエネルギーを生み出す賢者の石を内蔵しているため、膨大なエーテルを生み出すことができるが、ホムンクルスの身体がその出力に耐えられないため、使うたびに寿命を減らしていってしまう。テオフラッドの目的の一つは彼女の身体を健康にすることでもある。
ベリオス・メギストス
声 - 笹崎こじろう
身長 - 181cm
エネルゲイアに敵対する謎の仮面の男。高いエーテル技術を持ち、機人兵や異獣(フェイタス)を操り、五大国間を暗躍している。その正体はかつて数秘院にてテオフラッドと並ぶ天才と言われた人物。テオフラッドの親友ともいえる存在だったが、ある時期からおかしくなっている。
ルル
声 - MAIKO
身長 - 156cm、B78/W51/H77
ベリオスに仕える機人(エンブリオ)。ララと違い完全な動力での稼動を可能としているため、ララのことをポンコツと呼ぶ。

## スタッフ
- 監督・ゲームデザイン - け～まる
- 企画・製作 - dualtail
- 原画 - トシぞー、丹下ゲンタ、白家ミカ、桐川いくむ
- ミニキャラ原画 - 実々みみず、塩屋染、他
- シナリオ - あくまっこ、イルカ、内山涼介、け～まる
- 演出スクリプト - 樋舘誠、内山涼介、イルカ
- バトルスクリプト - ミスターＮ
- プログラム - tomsan
- 製作アシスタント - てて
- サウンド - solfa
- ムービー - KIZAWAstudio
- アートディレクター - ツギノミヤ
- グラフィッカー - トラ（監修）、ちゅるり、るいるい、塩屋染
- DTP - JUN

## 主題歌
OP主題歌『黄昏のリベリオン』
作詞 - 天ヶ咲麗
作編曲 - 伊吹ユキヒロ
歌 - solfa feat.nao
挿入歌『rebel of destiny』
作詞 - こはるん
作編曲 - こはるん
歌 - solfa feat.小春めう